# Känerkinden
Känerkinden est une commune suisse du canton de Bâle-Campagne, située dans le district de Sissach.

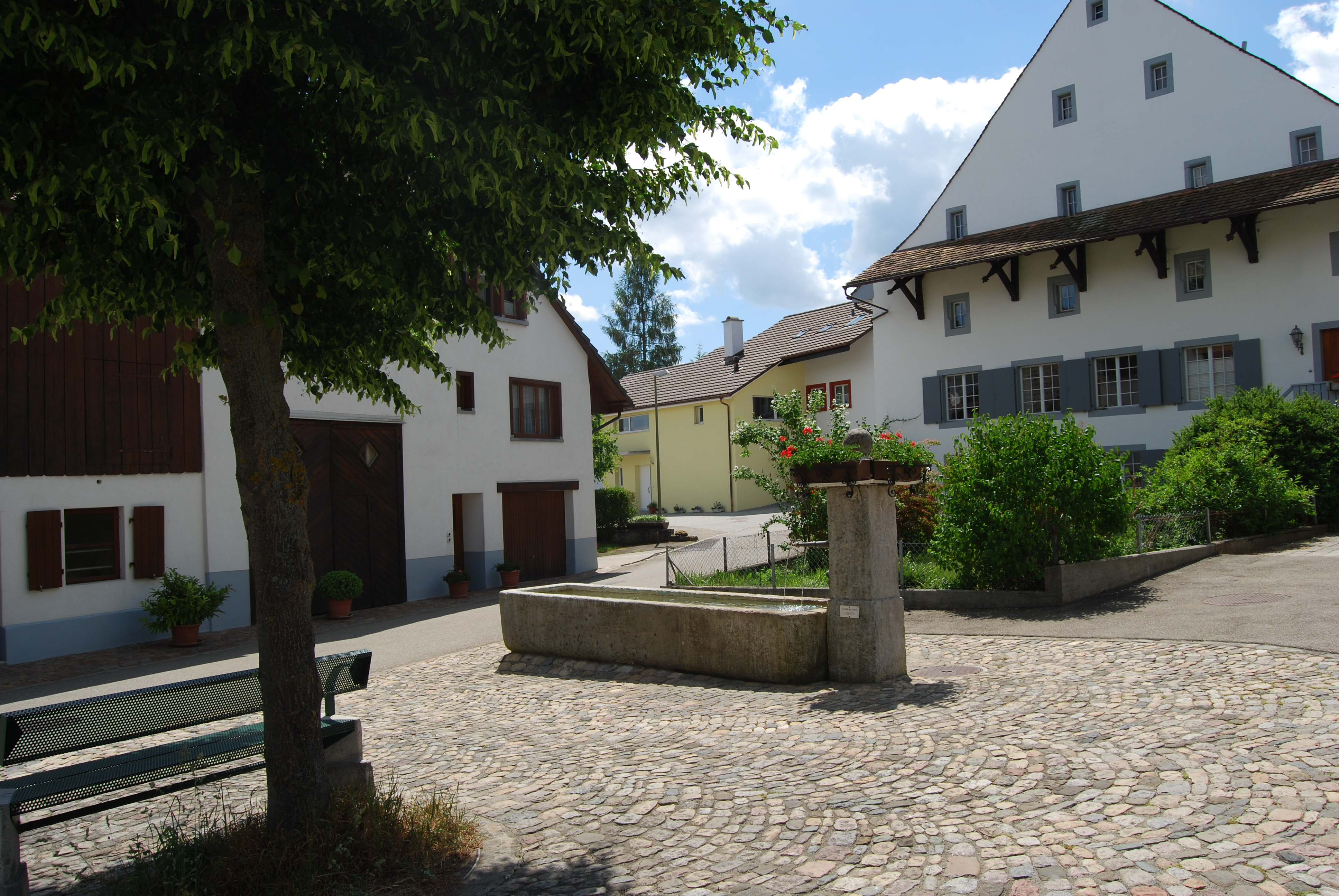
Känerkinden

## Personnalité
C'est de cette commune qu'est originaire le peintre et mosaïste Walter Eglin.